# Emérita Quiñónez
Maria Quiñónez Emerita Diaz (13 tháng 10 năm 1932 - 27 tháng 2 năm 2014) là một chính trị gia, vận động viên, và nhà giáo dục người Ecuador. Là Thống đốc của tỉnh Esmeraldas, bà là nữ Thống đốc đầu tiên ở Ecuador.

## Tiểu sử
Emérita Quiñónez được sinh ra ở quận Estero de Plátano của Quinindé Canton của Esmeraldas. Bà đã hoàn thành chương trình học cấp hai tại Trường Manuela Cañizares ở Quito và lấy bằng cử nhân khoa học giáo dục tại Đại học Kỹ thuật Luis Vargas Torres. Quiñónez hoàn thành nghiên cứu sau đại học của mình tại Đại học San Simón, tốt nghiệp trường đại học Cochabamba. bà bắt đầu sự nghiệp giáo dục vào năm 1951 và sẽ làm việc trong lĩnh vực này trong hơn 50 năm tại Đại học Kỹ thuật Luis Vargas Torres, Trường Thánh Tâm, Trường Maria Goretti, Trường Vô nhiễm, Nocturno Esmeraldas và Học viện Don Bosco, trong đó bà là người sáng lập.
Trong hơn 27 năm, Quiñónez làm việc trong lĩnh vực chính trị với tư cách là một chi nhánh của Liên minh Dân chủ Cơ đốc giáo ở Ecuador. Bà là thành viên hội đồng nữ đầu tiên của Thành phố Esmeraldas và cũng trở thành phó chủ tịch của Toà án bầu cử của Esmeraldas. Năm 1983, Osvaldo Hurtado đề nghị Quiñónez giữ chức Thống đốc tỉnh Esmeraldas, nhưng bà đã xin thời gian để xem xét lời đề nghị. Julio Plaza Ledesma đã kháng cáo thành công Quiñónez và bà đã nhận công việc này, trong quá trình trở thành nữ thống đốc đầu tiên của Ecuador.
Trong thể thao, Quiñónez chơi bóng rổ cho Liên đoàn thể thao Esmeraldas, Tập trung thể thao Pichincha và Đội bóng rổ nữ quốc gia. Bà là Chủ tịch Liên đoàn Thể thao Esmeraldas.

## Di sản
Đầu tháng 7 năm 2017, Ủy viên Hội đồng Esmeraldas Tony Quiñónez đã đổi tên một số đường phố ở phần phía nam của thành phố sau khi những người nổi tiếng của Ecuador từ quá khứ và hiện tại, và trong danh sách những người đặt tên đường cho là Emérita Quiñónez.

## Trích dẫn
1. 1 2 3  "Esmeraldas pierde a su primera Gobernadora". La Hora (bằng tiếng Tây Ban Nha). ngày 1 tháng 3 năm 2014. tr. A5. Truy cập ngày 22 tháng 11 năm 2017.
2. 1 2  "Mujer de una gran fortaleza". La Hora (bằng tiếng Tây Ban Nha). ngày 7 tháng 5 năm 2007. Bản gốc lưu trữ ngày 9 tháng 11 năm 2017. Truy cập ngày 9 tháng 11 năm 2017.
3. ↑  "Emérita Quiñónez, educadora y política". La Hora (bằng tiếng Tây Ban Nha). ngày 12 tháng 4 năm 2006. Bản gốc lưu trữ ngày 9 tháng 11 năm 2017. Truy cập ngày 9 tháng 11 năm 2017.
4. ↑  "Avanza proceso para colocar nombres de calles". La Hora (bằng tiếng Tây Ban Nha). ngày 5 tháng 7 năm 2017. Truy cập ngày 22 tháng 11 năm 2017.